# BNT 2
BNT 2 (БНТ 2) je bulharská veřejnoprávní televizní stanice, kterou obsluhuje Bulharská národní televize.
Jedná se o nástupce zaniklého Druhého programu v veřejnoprávní televize Efir 2.
Vysílání na kanále bylo zahájeno 16. října 2011, kdy nahradil čtyři regionální televizní stanice BNT - BNT Pirin, BNT More, BNT Sever a BNT Plovdiv a BNT Sofia tím, že kombinoval jejich programy do jeden.
Nový kanál vysílá původní programy, zpravodajství a sportovních akce.
Program zahrnuje "regionální blok" z místních vysílání bývalých regionálních televizních stanic.
BNT 2 vysílá sportovní události, kterými jsou Formule 1, bulharská Národní liga volejbalu, bulharská Národní basketbalová liga, Mistrovství Evropy ve fotbale 2012, Letní olympijské hry 2012 a Zimní olympijské hry 2014.

## Historie
Druhý program bulharské národní televize byl založen v roce 1974 a přerušen 31. května 2000.
Následující den nahrazen soukromým vysílatelem bTV.
Nejpopulárnějším pořadem stanice Efir 2 byl jeho týdeník Vsjaka Nedelja (Každá neděle) a vysílání italské serié fotbalu.
Ve skutečnosti byla italská serié fotbalu součástí pořadu Vsjaka Nedelja.
Ve 21:10, 31. května 2000 "řekl" Efir 2 divákům nasledanou bulharským filmem, který produkovala Jekaterina Genova.
Film se nazvaná Efir 2 - fotografie pro paměť bulharsky Ефир 2 - снимка за спомен. Po tomto filmu, Efir 2 odvysílal poslední zprávy a sportovní reportáž, film a píseň Rickyho Martina "One Night Only", 40 minut po půlnoci byl signál stanice Efir 2 vypnut.